# Pedro Segura y Sáenz
Pedro Segura y Sáenz (Carazo, 4 december 1880 – Madrid, 8 april 1957) was een Spaans geestelijke en kardinaal van de Katholieke Kerk.
Segura studeerde aan het seminarie van Burgos en aan de Pauselijke Commilas Universiteit in Madrid. Hij werd op 9 juni 1906 priester gewijd. Hij werkte vervolgens als pastoor in Burgos en doceerde aan het seminarie aldaar. In 1912 werd hij hoogleraar aan de Pauselijke Universiteit van Valladolid en kanunnik van het kathedraal kapittel in Valladolid.
Op 14 maart 1916 benoemde paus Benedictus XV hem tot hulpbisschop van Valladolid en tot titulair bisschop van Apollonia. In 1920 werd hij bisschop van Coria. In 1926 volgde zijn benoeming tot aartsbisschop van Burgos en een jaar later benoemde paus Pius XI hem tot aartsbisschop van Toledo en tot primaat van Spanje. Tijdens het consistorie van 19 december 1927 werd hij kardinaal gecreëerd. De Santa Maria in Trastevere werd zijn titelkerk. Tijdens de Tweede Spaanse Republiek werd Segura verbannen naar Frankrijk, omdat hij de monarchie was blijven steunen. In 1932 legde hij – vanuit Frankrijk – zijn functie neer. In 1937 keerde hij pas terug naar Spanje, als nieuwe aartsbisschop van Sevilla.
Segura gold als uitgesproken conservatief. Hij verzette zich tegen godsdienstige tolerantie en tegen iedere egalitaire gedachte met betrekking tot andere godsdiensten. Ook verbood hij de aan zijn zorgen toevertrouwde gelovigen uit dansen of naar de bioscoop te gaan.
Segura overleed aan de gevolgen van een nieraandoening.
- Biblioteca Nacional de España: XX1414196
- Bibliothèque nationale de France: cb135421648 (data)
- Gemeinsame Normdatei: 129718246
- International Standard Name Identifier: 0000 0000 7820 424X
- Library of Congress Control Number: no2004058681
- Istituto Centrale per il Catalogo Unico: MODV642702
- Système universitaire de documentation: 083514147
- Virtual International Authority File: 39088398
- WorldCat: E39PBJrrx4X6m9VKgDQxgb7rbd